# Río Guayas
Der Río Guayas ist ein Fluss im westlichen Küstentiefland Ecuadors. Gemeinsam mit seinen beiden Quellflüssen Río Babahoyo (links) und Río Daule (rechts) und deren Zuflüssen bildet er eines der größten Wassereinzugssysteme der Pazifikküste in Südamerika. Die ecuadorianische Provinz Guayas ist nach dem Fluss benannt, der mit seinem Delta und den Zuflüssen landschaftsprägend ist.

## Flusslauf
Der eigentliche Río Guayas entsteht auf der Höhe der Großstadt Guayaquil durch den Zusammenfluss von Río Babahoyo (von links) und Río Daule (von rechts). Er fließt nach Süden und mündet nach etwa 60 Kilometern in einem breiten Delta in den Golf von Guayaquil, den größten natürlichen Hafen an der Pazifikküste Südamerikas. 

## Verkehr
Der Río Guayas bildet das für den Handel bedeutendste Wasserstraßensystem Ecuadors. Die Hafenstadt Guayaquil und das ihr gegenüberliegende Durán sind die größten anliegenden Städte. Beide verbindet die längste Brücke Ecuadors, die "Brücke der Nationalen Einheit", die offiziell Puente Rafael Mendoza Avilés heißt. Sie ist insgesamt 2.825 m lang, 1.032 m von Guayaquil bis zur Landspitze La Puntilla und 1.793 m von dieser nach Durán. 

## Hydrologie
Die Zuflüsse des Río Guayas entspringen an den Hängen der Cordillera Occidental, die Westkordillere der Anden, im Küstentiefland oder in der Cordillera Chongón-Colonche. Den Río Daule als längsten Quellfluss eingeschlossen ist der Río Guayas bis zum Golf von Guayaquil 389 Kilometer lang. Insgesamt entwässert sein Flusssystem einen Bereich von über 32.112 km² (nach anderen Quellen: 34.500 km²). Der mittlere Abfluss liegt bei 835 m²/s (nach anderen Quellen: 950 m²/s). Das ist etwa 40 % des Rheins. Der Abfluss schwankt saisonal. Während der Regenzeit führt der Río Guayas 1500 m³/s, während der Trockenzeit 230 m³/s.

## Ökologie
Die Landschaft des Deltas ist durch stark gefährdete Mangrovensümpfe gekennzeichnet. Darüber hinaus ist im Delta aus Sedimenten eine Gruppe von Inseln entstanden, deren größte die Insel Puná ist. Der Río Guayas ist Lebensraum einer Reihe seltener, z. T. endemischer Tier- und Pflanzenarten, darunter besonders Fische (u. a. Salmler) und Vögel.
Guayas ist auch der Name des Dampfschiffes auf dem Wappen der Flagge von Ecuador. Dieses wurde von Vicente Rocafuerte konstruiert und am 9. Oktober 1841 in Betrieb genommen. Es war das erste seiner Art in Südamerika und wurde nach dem Fluss benannt.
siehe auch: Geographie Ecuadors